# Roberto Chanel
 Roberto Chanel (nacido Alfredo Mazzochi; Buenos Aires, Argentina, 26 de noviembre de 1914 – ídem, 24 de julio de 1972) fue un cantante, compositor y letrista dedicado al género del tango, considerado con justicia el mejor vocalista de Osvaldo Pugliese y su versión del tango Farol de los hermanos Expósito es un clásico del género.

## Actividad profesional
Nació en el barrio de Caballito, era el menor de 5 hermanos, hijos de inmigrantes napolitanos; su padre tocaba el bandoneón y con su instrumento animaba con canzonetas napolitanas las fiestas familiares o las reuniones en el club del barrio. 
Los tres hijos varones aprendieron a tocar la guitarra y a cantar,  ya adolescentes formaron un trío con el que actuaban en su barrio y sus cercanías. Más adelante, Chanel y uno de sus hermanos trabajaron como músicos en LR8 Radio París, Radio Mitre y Splendid, acompañando, entre otros, a los  cantantes Laurita Esquivel y Néstor del Campo, seudónimo de Ernesto Veltri, que luego se convirtió en relator deportivo.
Sin perjuicio de su tarea como ejecutante, Chanel nunca dejó de cantar, participó en concursos y logró premios importantes, pero no conseguía trabajo como vocalista. La familia había pasado a vivir a Villa Luro y allí conoció y se hizo amigo del pianista Armando Cupo, quien valorando su modo de cantar lo presentó al Cieguito Tarantino (padre del pianista Osvaldo Tarantino), quien lo incorporó a su sencilla formación que, en esos momentos, tocaba en el famoso café Nacional. A partir de mediados de 1939, Osvaldo Pugliese se presentó en ese mismo local con su nueva orquesta con los cantores Amadeo Mandarino y Augusto Gauthier. En 1943 Mandarino dejó la agrupación para irse a la de Aníbal Troilo y Gauthier hace lo mismo para incorporarse a los Zorros Grises de José García. A sugerencia del dueño del café, Pugliese  le hace una prueba y lo incorpora inmediatamente junto a Alberto Lago, con el nombre artístico de Roberto Chanel surgido por una idea de Julio Jorge Nelson inspirada en un cartel de publicidad de una joyería, junto al cantor Alberto Lago, que permaneció allí poco tiempo. 
El 15 de julio de 1943 Chanel hizo para el sello Odeon su primera grabación con Pugliese con los temas El rodeo de Agustín Bardi y el tango de Homero y Virgilio Expósito, Farol (1943), que desde entonces será la pieza emblemática del cantor, requerida por sus seguidores en cada presentación. Con Pugliese grabó 31 temas, 3 de ellos a dúo con Alberto Morán. Además de Farol se destacan sus versiones de Fuimos (1943) ("Fui como una lluvia de cenizas y fatigas en las horas resignadas de tu vida"), Consejo de oro (1933) de Arquímedes Arci, Yo te bendigo  (1925) con música de Juan de Dios Filiberto y letra de Juan Andrés Bruno y El sueño del pibe (1945) con  música de Juan Puey y letra de Reinaldo Yiso.
Se quedó con Pugliese hasta 1948 y al año siguiente comenzó a cantar con el maestro Florindo Sassone, con quien grabó para la Victor 16 temas, entre los que cabe recordar en especial a Corrientes angosta  de Ángel Gatti, Ríe payaso  de Virgilio Carmona y Emilio Falero y Flor de fango  de Augusto Gentile y Pascual Contursi. Después trabajó como solista acompañado por músicos como Ángel Domínguez, Oscar Castagnino y Joaquín Do Reyes. 
Como letrista y compositor, escribió sobre letra de Aldo Queirolo la música de  Corrientes bajo cero y de Oración rante  (1954), su tema más logrado y de mejor repercusión entre el público; El soldado   y Mambo  (ambos con letra de Reinaldo Yiso); Hoy la espero a la salida y Sinforosa (ambas sobre letra de Raúl Hormaza), Escuchame Manón, con letra de Chanel en colaboración con Claudio Frollo y música de Francisco Pracánico, entre otros.

## Valoración
La investigadora Nélida Rouchetto dijo de Roberto Chanel:

«Con sus arrastres nasales, su canyengue y su dicción de hombre de pueblo mantenía frescas las raíces populares que crearon la música ciudadana. Fue Chanel quien se identifico como un instrumento de la orquesta, al modo de una viola, como puede comprobarse desde su primera grabación.»

Después de varios años en que estuvo con problemas económicos y la salud deteriorada, Roberto Chanel falleció el 24 de julio de 1972. Poco tiempo antes  los amigos le habían hecho un merecido homenaje en un club de Parque Patricios, ocasión en la que estuvo presente el maestro Osvaldo Pugliese, y José Marrone en su condición de dirigente sindical lo distinguió y le hizo entrega de una suma de dinero que discretamente habían reunido sus amigos para ayudarlo.
Su cuerpo descansa en el Panteón de la Sociedad Argentina de Autores y Compositores del Cementerio de la Chacarita.